# Synagogenbezirk Hattingen
Der Synagogenbezirk Hattingen mit Sitz in Hattingen, heute eine Stadt des Ennepe-Ruhr-Kreises in Nordrhein-Westfalen, wurde nach dem Preußischen Judengesetz von 1847 geschaffen.
Im Jahr 1854 wurde der Synagogenbezirk gegründet, dem zunächst neben Hattingen auch Dahlhausen, Gelsenkirchen, Linden und Wattenscheid angehörten. 1869 kam Blankenstein und im Jahr 1894 Sprockhövel hinzu.